# آباریمون

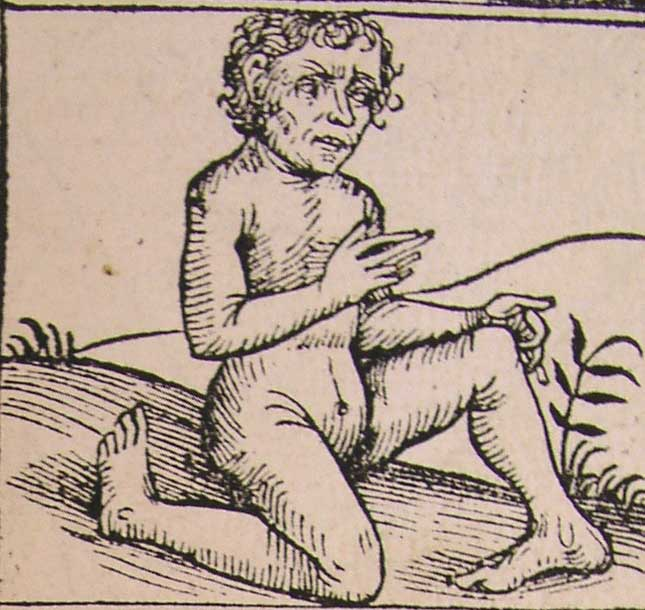
یک آباریمون. چوب‌تراشی از هارتمن شدل: افسانهٔ نورنبرگ

آباریمون یا متقاطر در اساطیر، افرادی هستند که پایشان به عقب چرخیده است، اما با وجود این نقص قادر به دویدن با سرعت زیاد هستند. 
در اروپا، این قبیله نخستین بار توسط پلینیوس بزرگ در کتاب تاریخ طبیعی (VII ۱۱) توصیف شده‌اند. پلینیوس آنها را بومی هند می‌دانست. حکایت مشابهی توسط آیولوس گلیوس در شب‌های آتنی نقل شده است. 
آنها در کنار حیوانات وحشی زندگی می کردند و تلاش برای به دام انداختن‌شان ناکام بود زیرا بسیار وحشی بودند. پلینی به اطلاعاتی اشاره می کند که از بیتون سرچشمه گرفته است؛ بیتون نقشه بردار زمین‌های اسکندر کبیر بود. بیتون می گوید که آباریمون‌ها فقط می توانند هوایی را که در دره‌های محل زندگی‌شان جریان دارد را تنفس کنند.دلیل آن نیز کیفیت ویژه هواست که به معنا می‌باشد که اگر مدت طولانی تنفس شود، تنفس از هر هوای دیگری را غیرممکن می‌سازد. بنابراین ساکنان قادر به ترک دره و زندگی در هرجای دیگری نبودند. وبه همین دلیل نیز گرفتن آنها و آوردنشان به حضور یک حاکم، یا فاتح بزرگ مقدونی غیرممکن بود.
ممکن است که این یک توصیف‌نگاری اغراقی از یک گونه باستانی حیات وحش در مناطق نزدیک به هیمالیا باشد.
طبق افسانه‌ای دیگر، از آباریمون به عنوان منظره‌ای در سکاستان، دره‌ای در کوه ایموس یاد می شود. (که ممکن است با هندوکش یا کوه‌های هیمالیا یکسان باشد). 
بعدها، آباریمون در اصطلاحنامه روم و بریتانیا از توماس کوپر به عنوان یک قبیله در کشور تاتاریا توضیح داده شده است. در قرون وسطی، برخی از نقشه‌کشان، پس از آشنایی با دیدگاه نظریه خورشیدمرکزی، هیولاهایی با شمایل آباریمون ساخته و آنها را در مرزهای بیرونی جهان قرار داده‌اند. 